# 큰지느러미오징어
큰지느러미오징어는 Magnapinnidae 과 Magnapinna 속에 속하는 동물로 형태학적으로 독특한 보기 드문 두족류다. 이들은 어린 개체들로만 묘사되었지만 영상으로 관찰된 수많은 더 큰 오징어들이 형태학적으로 비슷해 똑같은 과의 성체 표본으로 추정된다.
다리와 촉완은 4~8m로 추정될 정도로 극도로 길며 몸과 직각으로 연결되어 팔꿈치처럼 보이는 관절을 가진다. 먹이를 먹는 모습은 아직 관찰되지 않았다.
큰지느러미오징어는 해저 6,212m 에서 발견되어 가장 깊은 곳에서 서식하는 오징어라고 추정되며, 초심해저대에 서식하는 유일한 오징어로 여겨진다.
국명이 없어 영명을 번역한 큰지느러미오징어 혹은 학명에서 따온 마그나피나로 부른다.

## 분류
큰지느러미오징어는 Joubiniteuthis 의 친척으로 추정되는데, Joubiniteuthis는 특이한 신체 구조와 긴 다리를 가진 또 다른 기이하고 희귀한 심해 오징어다. 큰지느러미오징어와 Joubiniteuthis는 각각 Magnapinnidae와 Joubiniteuthidae과의 단형이다. 그들은 또한 Chiroteuthidae 및 Mastigoteuthidae 계통의 채찍 오징어와 밀접한 관련이 있다. 

## 실물 표본
이 과에 대한 첫번째 기록은 1907년 아조레스 제도 에서 잡은 표본( Magnapinna talismani )에 나온다. 발견물의 특성이 손상되어 정보를 거의 식별할 수 없었으며 처음에는 Chiroteuthopsis talismani 로, 나중에는 Mastigoteuthis talismani 로 분류되었다. 1956년에 유사한 오징어 (Magnapinna sp. C)는 남대서양에서 잡혔지만 당시에는 동일한 것으로 거의 여겨지지 않았다. 표본은 알리스터 하디의 The Open Sea (1956)에 삽화로 들어가 설명되어 있는데 후에 Octopodoteuthopsis 로 확인되었다.
1980년대에 대서양에서 어린 개체의 표본 2개가 추가로 발견되었다. (Magnapinna sp. A ), 그리고 태평양에서 3마리(Magnapinna pacifica )가 더 발견되었다. 연구원 마이클 베키오우니와 리차드 영은 발견의 수석 조사자였으며 결국 두 개의 이전 표본에 연결하여 1998년에 Magnapinnidae 과를 분류했으며 Magnapinna pacifica를 표준종 으로 하였다. 특히 흥미로운 것은 막 길이의 최대 90%에 이르는 매우 큰 지느러미 크기로 이 오징어의 통칭을 담당했다.

## 구조
1. ↑  Julian Finn (2016). "Magnapinna Vecchione & Young, 1998". World Register of Marine Species. Flanders Marine Institute. Retrieved 9 March 2018.
2. ↑  Fernández-Álvarez, Fernando Ángel; Taite, Morag; Vecchione, Michael; Villanueva, Roger; Louise, Allcock. “A phylogenomic look into the systematics of oceanic squids”. 《academic.oup.com》. doi:10.1093/zoolinnean/zlab069. 2023년 4월 8일에 확인함.
3. ↑  Hardy, A.C. (1956): The Open Sea: Its Natural History.
4. ↑  Vecchione, M.; Young, R. E. (1998). “The Magnapinnidae, a newly discovered family of oceanic squid (Cephalopoda: Oegopsida)”. 《South African Journal of Marine Science》 20 (1): 429–437. doi:10.2989/025776198784126340.

틀:CephBase Genus
- Tree of Life Web Project: Magnapinna
- Cephalopods in Action: Long-armed squid videos 보관됨 2010-06-18 - 웨이백 머신
- August 2022 Bigfin Squid sighting